# 長念寺 (川崎市)
長念寺（ちょうねんじ）は、神奈川県川崎市多摩区にある浄土真宗本願寺派の寺院である。山号は永池山（えいちざん）。本尊は阿弥陀仏である。

## 歴史
1522年法専坊が、この地に草庵を築いたことが長念寺の始まりと伝えられている。
当初は年号にちなんで大永山と号していたが、多摩川によって形成された三日月湖から薬師の霊像が出現したことにちなんで永池山と号するようになった。また、当初は真言宗であったが、二代祐念のときに浄土真宗に改宗した。
徳川家が本願寺を東西に分立させた際、中根正朝の母である秀月禅尼より厚い帰依を受けていることから、東本願寺に帰属。1613年6月10日には東本願寺の末となった。
1648年に秀月禅尼が没した際、禅尼が真宗を深く信仰していたこともあって、翌年に中根家より本堂、大門などの寄進を受け、1650年には禅尼の画像が東本願寺より下符されるなど、中根家とは深い関係にあった。
一方で、門徒たちは東本願寺に属することを不満に思っており、大坂の陣には門徒衆のみの意思で豊臣方に加勢するなどしていた。こうした強い門徒衆の思いを受け、1701年9月、西本願寺に帰参し、同寺の直末になった。それと同時に中根家との関係は断絶した。（後に1823年に関係修復）
1814年、本堂の再建が開始され、1824年に現在の本堂が上棟し、落慶供養が行われた1848年には完成していたされている。
1985年、木造阿弥陀如来立像が川崎市重要歴史記念物に指定され、1990年には本堂、山門、庫裏が同じく川崎市重要歴史記念物に指定された。
2014年から2017年にかけて開基以来の大規模な改修工事を行った。

## 境内
- 本堂 - 外陣の広さと内陣・余間・飛檐（ひえん）の間における上段構成、矢来内の構成などに浄土真宗の特色を示す。主要木材は欅を多用している。1959年（昭和34年）に、現在の入母屋造・銅板瓦棒葺屋根に改修。また、2015年から2017年にかけて葺替えおよび補強工事等の保存修理工事を実施。
- 庫裏 - 寄棟造で茅葺の南北棟の建物。2014年から2017年にかけて保存修理工事を実施。

## 文化財

### 神奈川県指定重要文化財
- 紙本金地着色鳥合せ図屏風

### 川崎市指定重要歴史記念物
- 阿弥陀仏立像（木造）
- 本堂
- 書院（旧庫裏）
- 山門
- 絹本着色秀月禅尼画像

### 川崎市地域文化財
- 木造蛙彫刻

## その他
- テレホン法話サービスを行っている。月二回の更新で公式ホームページではアーカイブを聞くことが出来る[5]。
- 毎年9月9日には、日本国憲法第9条にちなみ、平和を願って鐘をつく「平和の鐘つき」が行われている[6][7]。

## 交通
- 小田急線向ヶ丘遊園駅下車徒歩12分
- JR南武線登戸駅下車徒歩15分
- 駐車場22台駐車可